# Portada/efemèride novembre 5
Montserrat Torruella
« 4 de novembre · 5 de novembre · 6 de novembre »